# رامتین
رامتین  یک نام یا نام خانوادگی‌ست. افراد شاخص با این نام از این قرارند:
- رامتین (موسیقیدان)
- رامتین خداپناهی
- رامتین کاکاوندی (آهنگساز)
- رامتین دانش
- رامتین لوافی

- شهروز رامتین